# Auto-Union

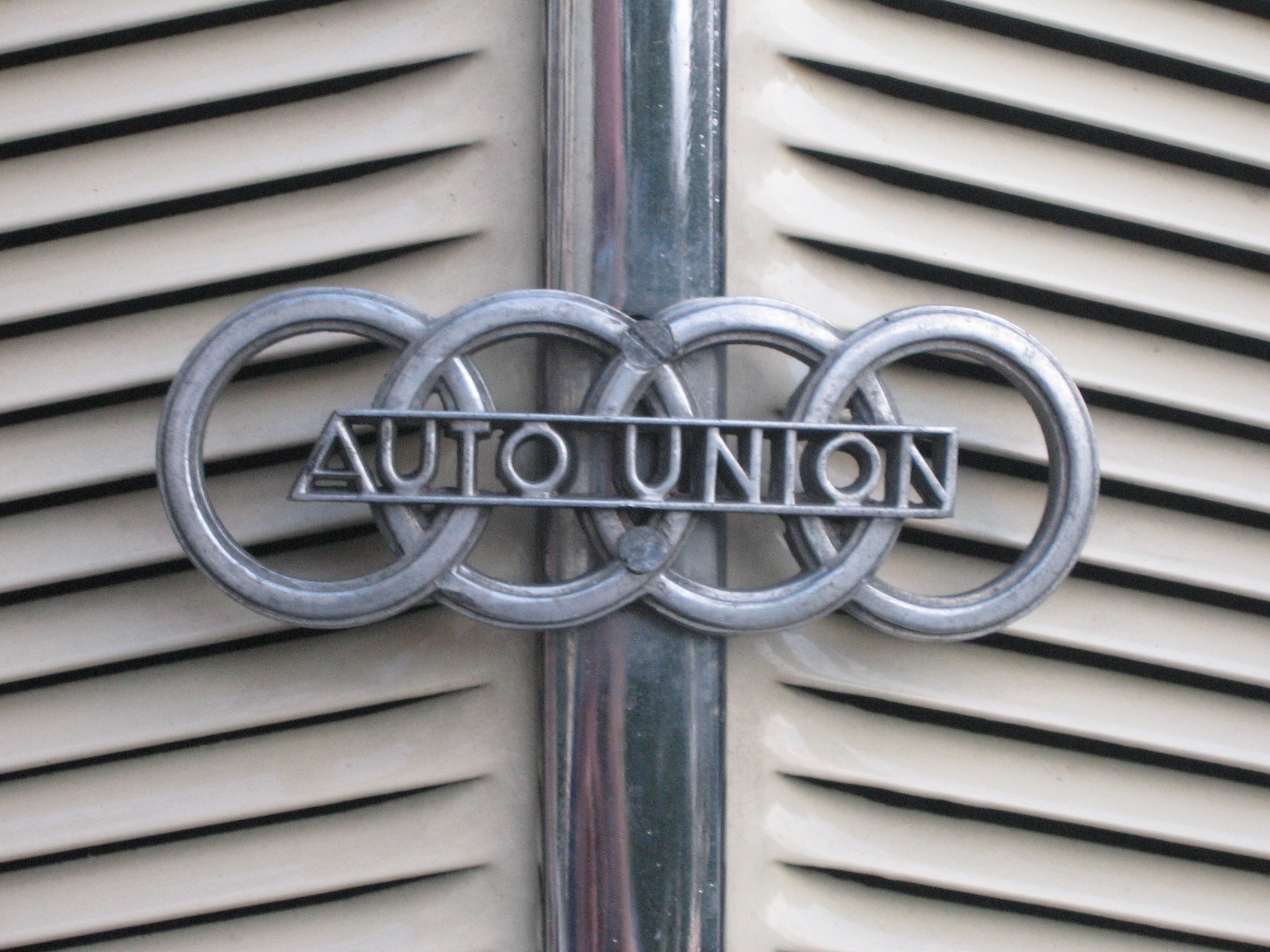
Logo uit de jaren 30

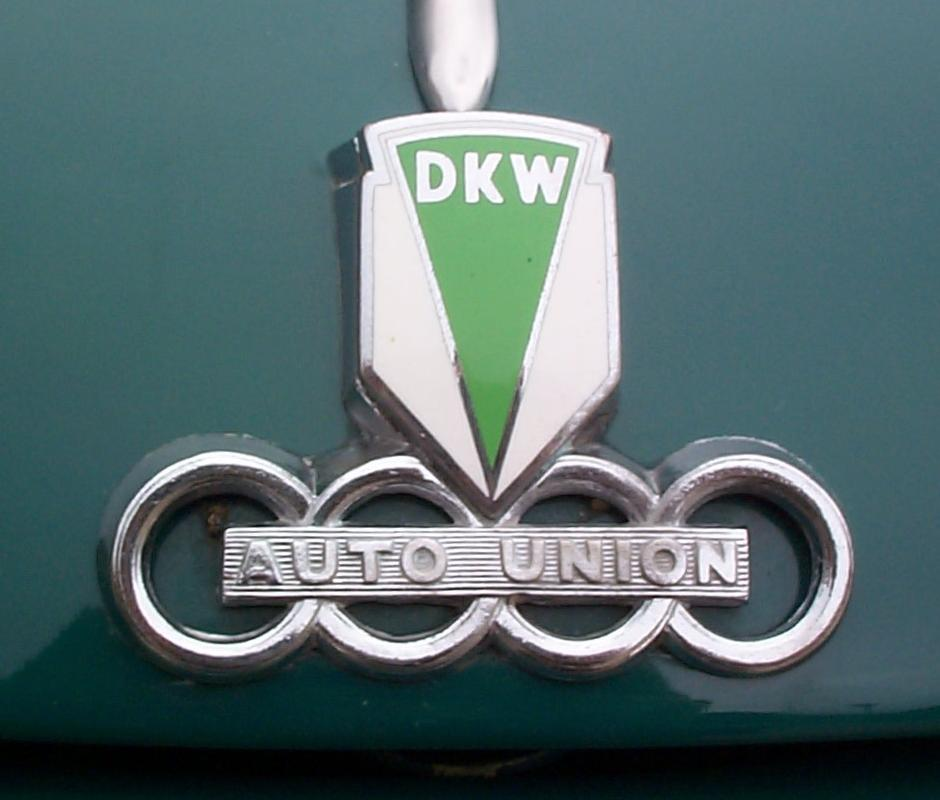
Logo uit de jaren 50

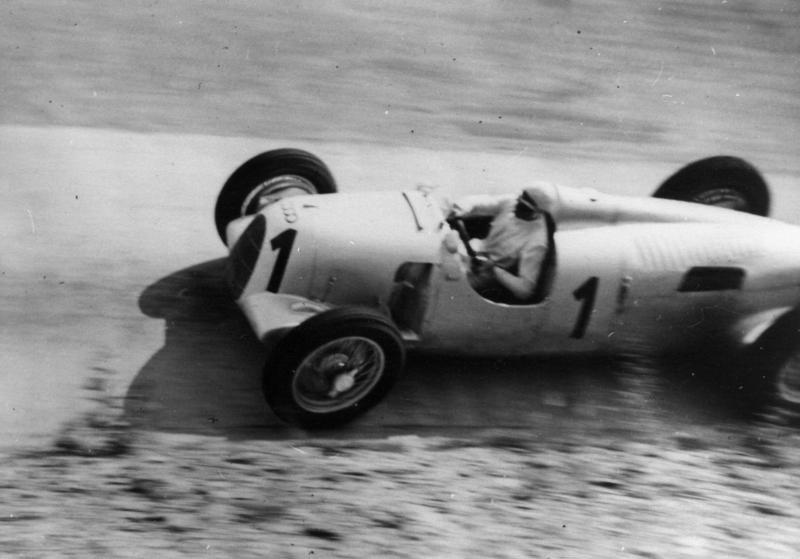
Bernd Rosemeyer in een Auto Union Type C op de Nürburgring (1937)

Auto-Union is een Duitse autofabriek die ontstond uit de fusie van de merken Audi, DKW ('Dampf-Kraft-Wagen'), Horch en Wanderer onder invloed van de depressie van de jaren dertig in 1932. Alle vier de fabrieken stonden in Saksen, onder meer in Zwickau en Chemnitz. Na de fusie bleven de merknamen in gebruik. Alleen voor de racewagens, die van 1933-1939 werden gefabriceerd, werd de naam Auto Union gebruikt. Tussen 1935 en 1939 won de Auto Union 25 belangrijke prijzen met racers als Tazio Nuvolari, Bernd Rosemeyer en Hans Stuck.

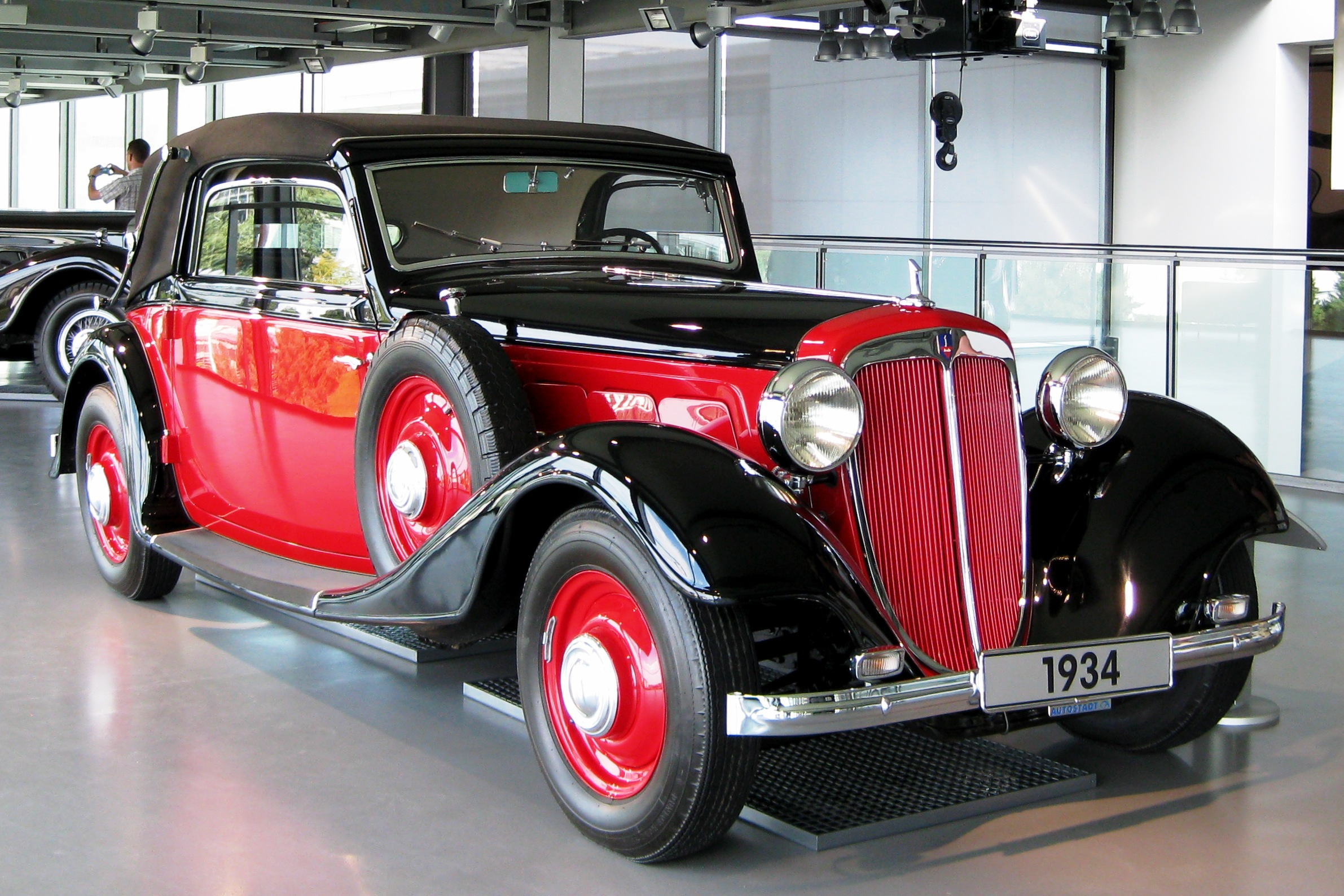
Audi
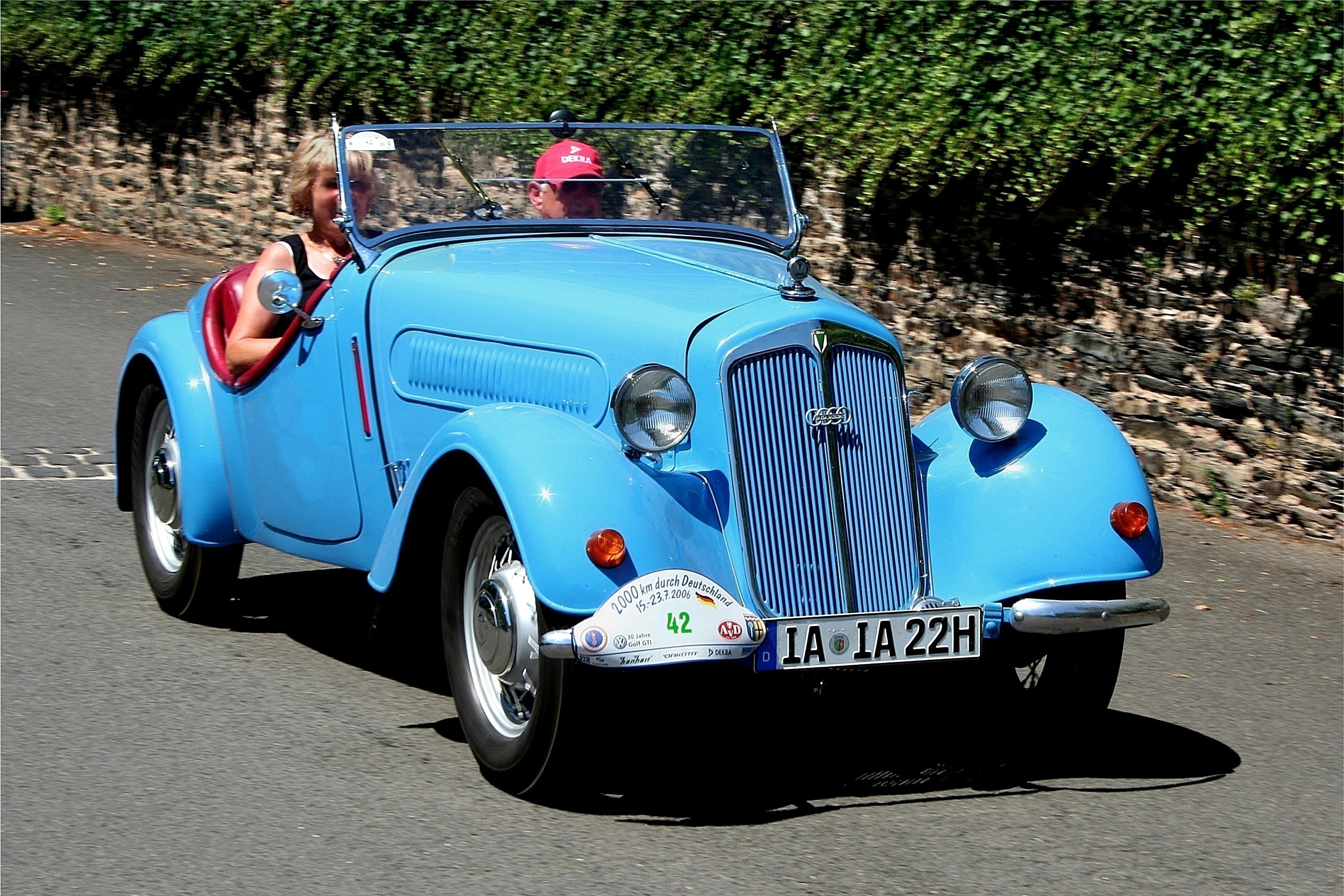
DKW
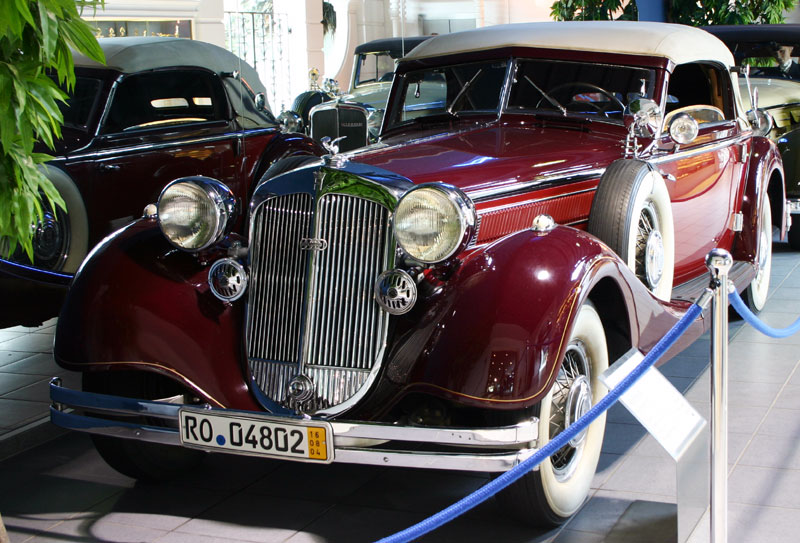
Horch
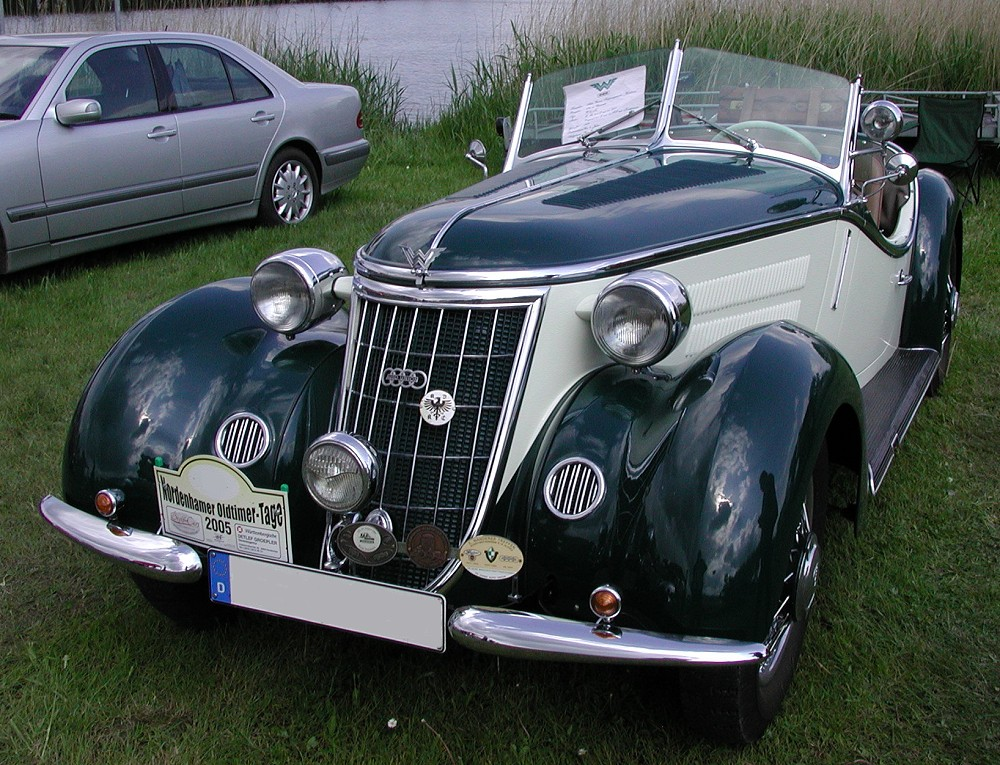
Wanderer

## Tweede Wereldoorlog
Vanwege de oorlog werd in mei 1940 de bouw van personenauto's gestaakt; tot 1945 werd de Sd.Kfz. 222 door Audi geproduceerd, een lichte pantserwagen die een snelheid van 80 km/h kon behalen. In de loop van de oorlog werden de fabrieken zwaar gebombardeerd, en op 17 april 1945 werd de fabriek in Zwickau door de Amerikanen ingenomen. De Audi-fabrieken lagen echter alle in Saksen, dat viel onder de Russische bezettingszone, en eind juni van dat jaar vertrokken de Amerikanen.

## Na de Tweede Wereldoorlog
Pogingen om de autoproductie in het Oost-Duitse Saksen weer op te starten mislukten definitief in 1948. Maar ex-werknemers van Auto Union richtten het merk in 1949 opnieuw op, ditmaal in het Beierse Ingolstadt, en begonnen personenauto's te bouwen onder de merknaam DKW. In 1957-1959 werden verschillende vernieuwingen doorgevoerd. Daimler-Benz verwierf een meerderheid in de aandelen. De auto's kregen de naam Auto-Union, de personenauto's werden gemoderniseerd en er werd ook een moderne sportwagen in productie genomen, de Auto Union 1000 Sp.
In 1965 werd Auto Union door Mercedes verkocht aan Volkswagenwerk AG, waarna de vooroorlogse merknaam Audi weer werd opgepakt. Bij deze deal zat de Audi 60, een auto waarvan Mercedes zelf niet veel verwachtte, maar een commercieel succes werd. 
In 1969 werd ook NSU inclusief zijn slagzin “Vorsprung durch Technik” aan Auto Union toegevoegd, waarna het bedrijf Audi NSU Auto-Union A.G. ging heten. In 1985 veranderde de bedrijfsnaam in Audi A.G.
De fabrieken in Zwickau behoorden onder de DDR aan de Automobilwerk Zwickau, waar vanaf 1958 de Trabant werd gefabriceerd.

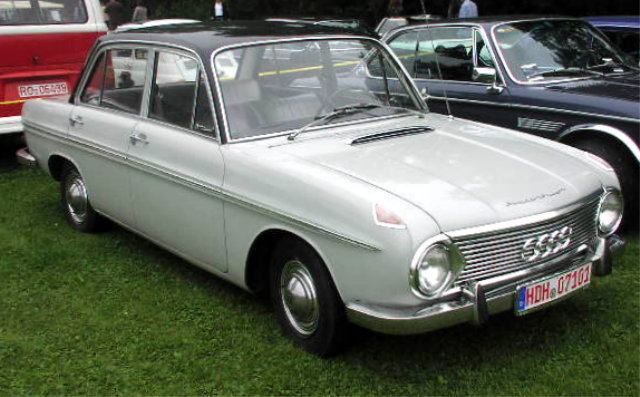
DKW F102 (1964)
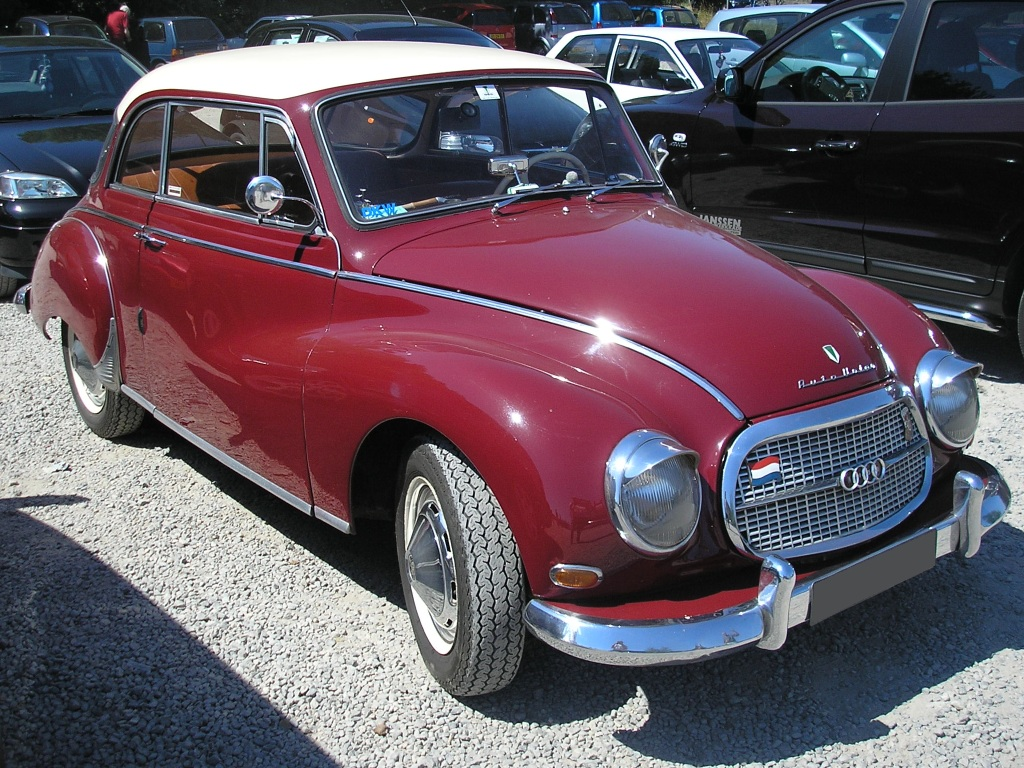
Auto Union 1000 (1965)
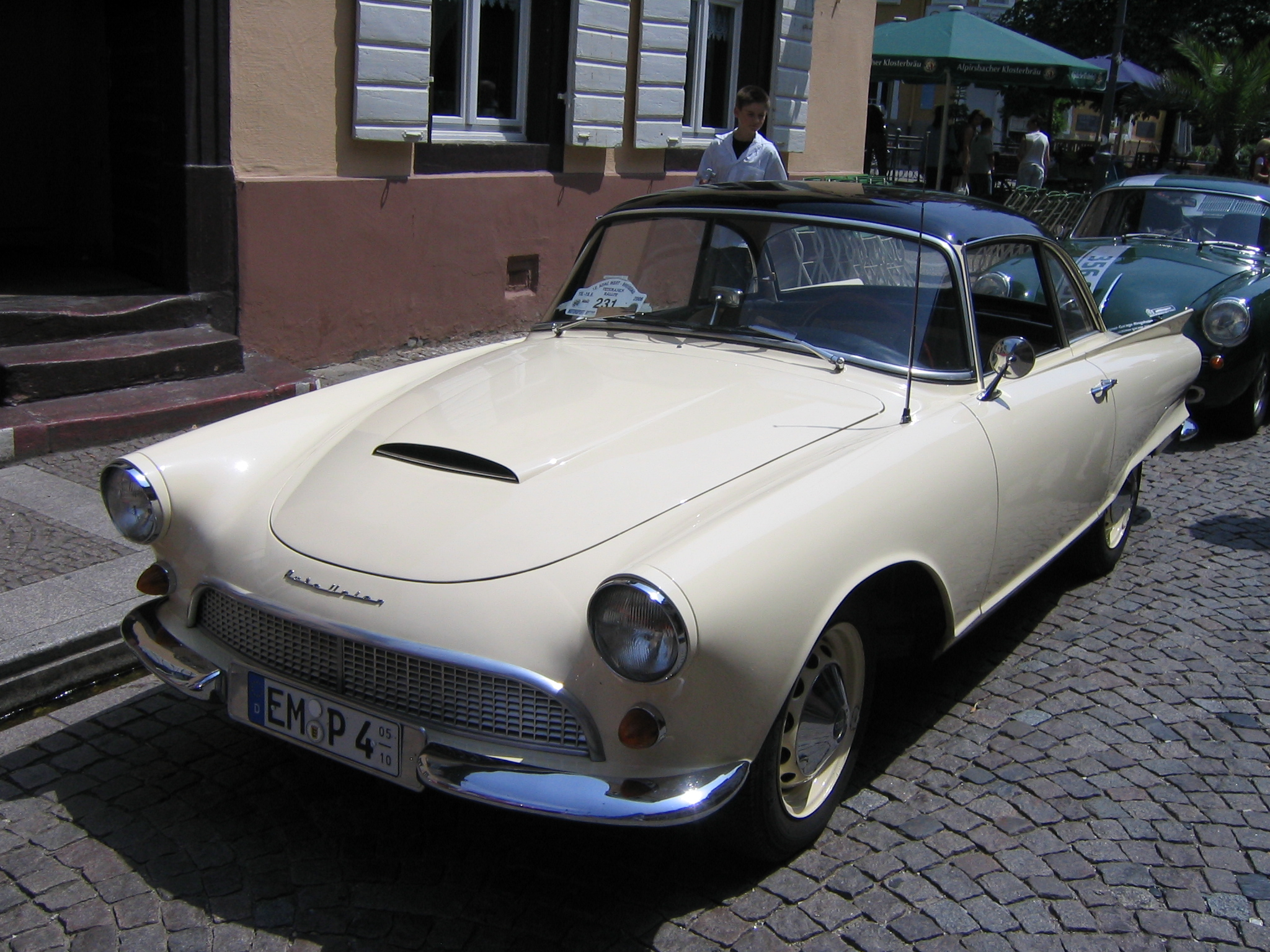
Auto Union 1000 Sp
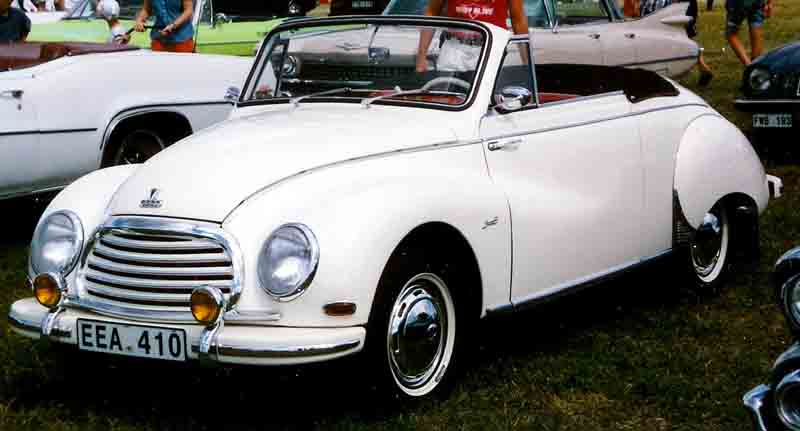
DKW 3=6 cabriolet (1956)

## Types
- Auto Union 1000 (ook wel: DKW 1000)
- Auto Union 1000 Sp
- DKW Munga

## Auto-Union Museum in Bergen
In Bergen (NH) bevond zich het door Henk Geerts opgezette Auto-Union Museum. Na zijn dood op 1 november 2013 was het museum in 2014 nog zeven zondagen open maar is daarna permanent gesloten.

## Tijdlijn
| Type                  | 1940 | 1940                            | 1940                            | 1940                            | 1940                            | 1950                            | 1950                            | 1950                                 | 1950                            | 1950                            | 1950                            | 1950                            | 1950                            | 1950                 | 1950                           | 1960                           | 1960                           | 1960                           | 1960                           | 1960                           | 1960                           | 1960          | 1960          | 1960          | 1960          | 1970          | 1970          | 1970          | 1970          | 1970          | 1970          | 1970          | 1970          | 1970          | 1970          |
| Type                  | 5    | 6                               | 7                               | 8                               | 9                               | 0                               | 1                               | 2                                    | 3                               | 4                               | 5                               | 6                               | 7                               | 8                    | 9                              | 0                              | 1                              | 2                              | 3                              | 4                              | 5                              | 6             | 7             | 8             | 9             | 0             | 1             | 2             | 3             | 4             | 5             | 6             | 7             | 8             | 9             |
| Compacte klasse       |      |                                 |                                 |                                 | F10                             | F10                             |                                 |                                      |                                 |                                 |                                 |                                 |                                 |                      | Junior / 600 / 700 / F11 / F12 | Junior / 600 / 700 / F11 / F12 | Junior / 600 / 700 / F11 / F12 | Junior / 600 / 700 / F11 / F12 | Junior / 600 / 700 / F11 / F12 | Junior / 600 / 700 / F11 / F12 | Junior / 600 / 700 / F11 / F12 |               |               |               |               |               |               |               |               |               |               |               |               |               |               |
| Compacte middenklasse |      |                                 |                                 |                                 |                                 | F89 / Meisterklasse             | F89 / Meisterklasse             | F89 / Meisterklasse                  | F89 / Meisterklasse             | F89 / Meisterklasse             |                                 |                                 |                                 | 1000                 | 1000                           | 1000                           | 1000                           | 1000                           | 1000                           |                                |                                |               |               |               |               |               |               |               |               |               |               |               |               |               |               |
| Compacte middenklasse |      |                                 |                                 |                                 |                                 |                                 |                                 | F91 / Sonderklasse / F93 / F94 / 900 |                                 |                                 |                                 |                                 |                                 |                      |                                |                                |                                |                                |                                |                                |                                |               |               |               |               |               |               |               |               |               |               |               |               |               |               |
| Middenklasse          |      |                                 |                                 |                                 |                                 |                                 |                                 |                                      |                                 |                                 |                                 |                                 |                                 |                      |                                |                                |                                |                                |                                | F102                           | F102                           | F102          |               |               |               |               |               |               |               |               |               |               |               |               |               |
| Cabriolet             |      |                                 |                                 |                                 |                                 | F89                             | F89                             | F89                                  | F89                             | F89                             |                                 |                                 |                                 |                      |                                |                                |                                |                                |                                | F12 Roadster                   | F12 Roadster                   |               |               |               |               |               |               |               |               |               |               |               |               |               |               |
| Cabriolet             |      |                                 |                                 |                                 |                                 |                                 |                                 |                                      | F91                             | F91                             | F93 / F94                       | F93 / F94                       | F93 / F94                       | 1000 Sp              | 1000 Sp                        | 1000 Sp                        | 1000 Sp                        | 1000 Sp                        | 1000 Sp                        | 1000 Sp                        | 1000 Sp                        |               |               |               |               |               |               |               |               |               |               |               |               |               |               |
| Sportwagen            |      |                                 |                                 |                                 |                                 |                                 |                                 |                                      |                                 |                                 | Monza                           | Monza                           | Monza                           | 1000 Sp              | 1000 Sp                        | 1000 Sp                        | 1000 Sp                        | 1000 Sp                        | 1000 Sp                        | 1000 Sp                        | 1000 Sp                        |               |               |               |               |               |               |               |               |               |               |               |               |               |               |
| Terreinwagen          |      |                                 |                                 |                                 |                                 |                                 |                                 |                                      |                                 |                                 | Munga                           | Munga                           | Munga                           | Munga                | Munga                          | Munga                          | Munga                          | Munga                          | Munga                          | Munga                          | Munga                          | Munga         | Munga         | Munga         |               |               |               |               |               |               |               |               |               |               |               |
| Bestelwagen           |      |                                 |                                 |                                 | F98 L / Schnellaster            | F98 L / Schnellaster            | F98 L / Schnellaster            | F98 L / Schnellaster                 | F98 L / Schnellaster            | F98 L / Schnellaster            | F98 L / Schnellaster            | F98 L / Schnellaster            | F98 L / Schnellaster            | F98 L / Schnellaster | F98 L / Schnellaster           | F98 L / Schnellaster           | F98 L / Schnellaster           | F98 L / Schnellaster           | F1000 L                        | F1000 L                        | F1000 L                        | F1000 L       | F1000 L       | F1000 L       | F1000 L       | F1000 L       | F1000 L       | F1000 L       | F1000 L       | F1000 L       |               |               |               |               |               |
| Eigenaar              |      |                                 |                                 |                                 | Auto Union GmbH                 | Auto Union GmbH                 | Auto Union GmbH                 | Auto Union GmbH                      | Auto Union GmbH                 | Auto Union GmbH                 | Auto Union GmbH                 | Auto Union GmbH                 | Auto Union GmbH                 | Daimler-Benz AG      | Daimler-Benz AG                | Daimler-Benz AG                | Daimler-Benz AG                | Daimler-Benz AG                | Daimler-Benz AG                | Daimler-Benz AG                | Volkswagen AG                  | Volkswagen AG | Volkswagen AG | Volkswagen AG | Volkswagen AG | Volkswagen AG | Volkswagen AG | Volkswagen AG | Volkswagen AG | Volkswagen AG | Volkswagen AG | Volkswagen AG | Volkswagen AG | Volkswagen AG | Volkswagen AG |
| Legende               |      | DKW, ontwikkeld door Auto-Union | DKW, ontwikkeld door Auto-Union | DKW, ontwikkeld door Auto-Union | DKW, ontwikkeld door Auto-Union | DKW, ontwikkeld door Auto-Union | DKW, ontwikkeld door Auto-Union | DKW, ontwikkeld door Auto-Union      | DKW, ontwikkeld door Auto-Union | DKW, ontwikkeld door Auto-Union | DKW, ontwikkeld door Auto-Union | DKW, ontwikkeld door Auto-Union | DKW, ontwikkeld door Auto-Union | Auto-Union           | Auto-Union                     | Auto-Union                     | Auto-Union                     | Auto-Union                     | Auto-Union                     | Auto-Union                     | Auto-Union                     | Auto-Union    | Auto-Union    | Auto-Union    | Auto-Union    |               |               |               |               |               |               |               |               |               |               |